# 1587

## Esdeveniments

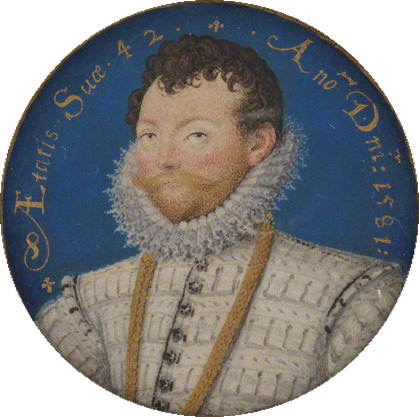
Retrat de Francis Drake del 1581

- 19 d'abril: el navegant anglès Francis Drake, en una agosarada acció naval, enfonsa bona part de la flota de guerra de la monarquia hispànica, ancorada al port de Cadis.[1]
- Aparició de la llegenda popular de Faust.

## Naixements
- 18 de setembre, Florència: Francesca Caccini, compositora i intèrpret del primer Barroc. primera autora d'una òpera (m. ca.1640).[2]

## Necrològiques
Països Catalans
- octubre, València: Felipa Jerònima Galés, impressora activa a la ciutat de València.
- Barcelona: Pere Oliver de Boteller i de Riquer, 71è President de la Generalitat de Catalunya.

Resta del món
- 8 de febrer, Regne d'Anglaterra: Maria Stuart, reina d'Escòcia (executada).[3]
- París, Regne de França: Balthazar de Beaujoyeulx, compositor i coreògraf francès d'origen italià.